# 李孝
李孝（？—664年），唐高宗李治次子，宫人鄭氏所生。

## 生平
650年（永徽元年），封許王。652年（永徽三年），任命为并州都督。656年（显庆元年）十一月，以并州都督兼同州刺史上柱国受任使持节都护秦、成、武渭四州诸军事秦州都督。658年（显慶三年），改任遂州刺史。664年（麟德元年），去世，追贈为益州大都督。諡号悼。
神龍初年，他弟弟唐中宗追封他为原王，追贈司徒、益州大都督。

## 延伸阅读
[在维基数据编辑]
 《舊唐書/卷86》，出自刘昫《舊唐書》
 《新唐書·卷081》，出自《新唐書》